# Маяк Фенербахче
Маяк Фенербахче (тур. Fenerbahçe Feneri) — исторический маяк, всё ещё использующийся и расположенный на северном побережье Мраморного моря в квартале Фенербахче района Кадыкёй в Стамбуле (Турция).

## История
В исторических документах упоминается, что мыс, на котором располагается нынешний маяк, часто вредил судоходству. В 1562 году султан Сулейман I издал указ, в котором приказал установить маяк на скалах у мыса Каламыш, как тогда называлось это место.

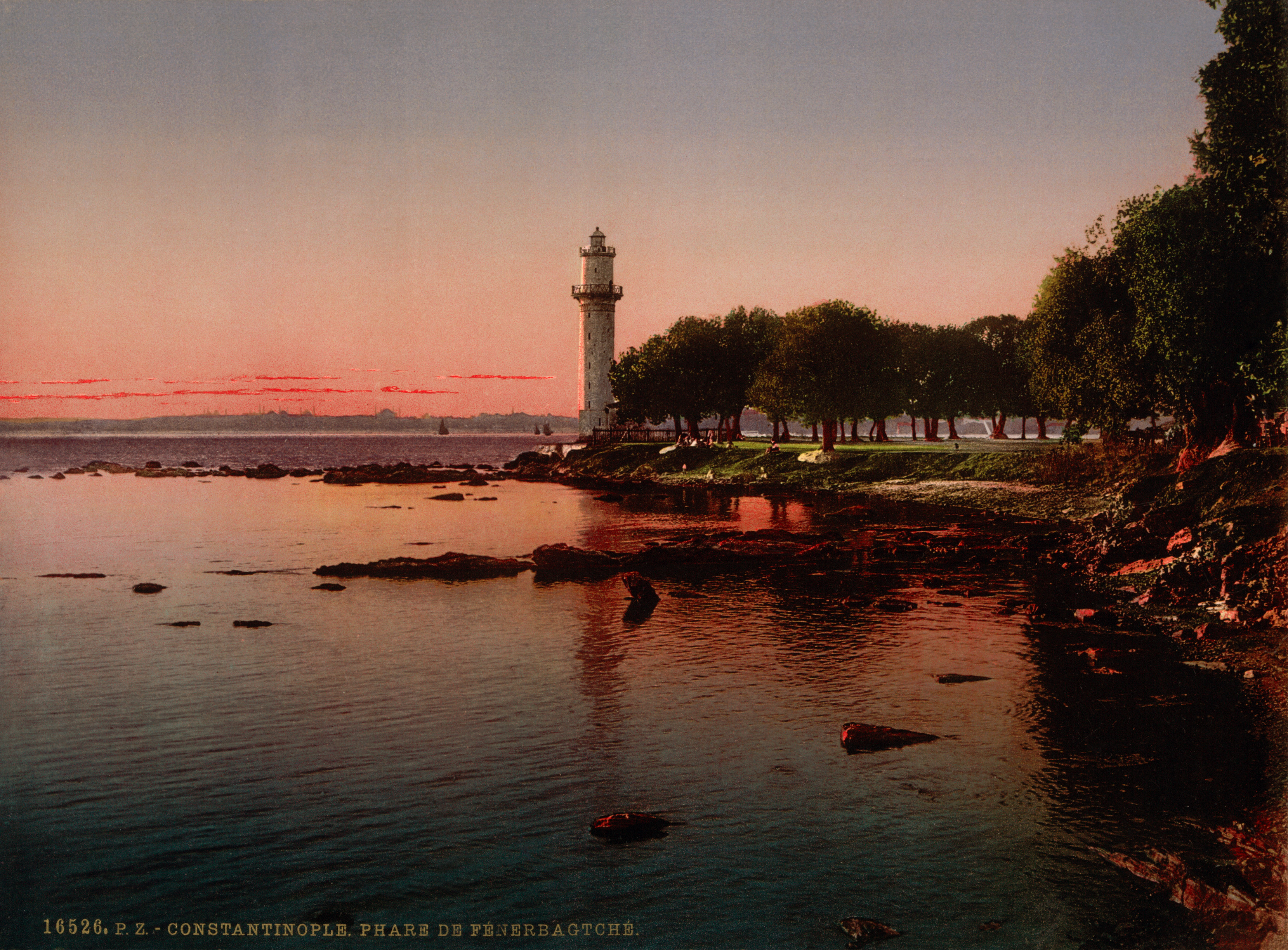
Маяк Фенербахче в конце XIX века

Нынешний маяк, построенный в 1857 году, стоит на мысе Фенербахче, недалеко от восточной стороны входа в пролив Босфор. Квартал Фенербахче получил своё название по этому маяку (которое буквально переводится: фенер как «маяк» и бахче как «сад»). Он расположен примерно в 1,5 км к югу от Кадыкея в общественном парке. Башня высотой 20 метров цилиндрической формы имеет две галереи. Маяк выкрашен в белый цвет. К нему пристроен каменный одноэтажный сторожевой дом.
Первоначально маяк светил за счёт керосина, однако позже источник света был заменён на систему Далена с использованием карбида (газа ацетилен). В настоящее время он работает на электричестве. Фонарь маяка имеет источник света мощностью 1000 Вт. Свет мигает дважды в группе белого цвета через катадиоптрическую отражательную систему с цилиндрической линзой, имеющей фокусную длину 500 мм каждые 12 секунд продолжительностью 1,5 секунды, и виден на расстоянии 24 км. Наутофон маяка звучит каждые 60 секунд в условиях тумана.
Маяк Фенербахче числится в списке маяков Турции под кодом «TUR-021» и имеет радиосигнал TC2FLH. Он эксплуатируется и обслуживается Управлением береговой безопасности (тур. Kıyı Emniyeti Genel Müdürlüğü) Министерства транспорта и связи Турции.
Маяк и дом его смотрителя находятся под охраной государства как объект национального наследия. Он открыт для публики, однако сама башня закрыта.